# Mitotano
Mitotano, vendido sob a marca Lysodren, entre outros, é um medicamento usado para tratar o carcinoma adrenocortical e a síndrome de Cushing. É tomado por via oral. Durante o tratamento, geralmente são necessários corticosteroides.
Os efeitos secundários comuns incluem perda de apetite, náuseas, diarreia, sonolência e erupção cutânea. Outras complicações podem incluir sangramento dos cancros, danos cerebrais e insuficiência adrenal. O uso durante a gravidez pode prejudicar o bebé. Funciona ao bloquear o córtex adrenal.